# Jiří Sopko
Jiří Sopko (* 20. února 1942 Dubove, Podkarpatská Rus) je český malíř, grafik a sochař.

## Život
Matka byla učitelkou a pocházela z Kladna. Vyučovala v Podkarpatské Rusi. Otec byl tamější úředník. Po roce 1945 Podkarpatská Rus připadla Sovětskému svazu, rodina se přestěhovala do poválečného Československa.

## Studium
Nejdříve studoval základní školu na Slovensku, poté krátce navštěvoval keramickou školu v Bechyni.
V letech 1956–1960 studoval na Výtvarné škole Václava Hollara, v letech 1960–1966 Akademii výtvarných umění v Praze u prof. Antonína Pelce.

## Výstavy
- 1967 první výstava se konala ve Špálově galerii
- 1970 poprvé samostatně vystavoval v Nové síni
- 2022 Jiří Sopko - Retrospektiva, Museum Kampa, 12. březen – 29. květen 2022, kurátoři: Linda K. Sedláková, Jan Skřivánek[1]

## Skupina 12/15
V roce 1987 vstoupil do umělecké skupiny 12/15 Pozdě, ale přece (Jiří Beránek, Václav Bláha, Jaroslav Dvořák, Kurt Gebauer, Ivan Kafka, Vladimír Novák, Jiří Načeradský, Ivan Ouhel, Petr Pavlík, Michael Rittstein, Tomáš Švéda).

## Akademické prostředí
Od roku 1990 působí na AVU v Praze jako docent, později profesor v atelieru malby.
V roku 2002 se stal jejím rektorem na dvě funkční období do roku 2010.

## Studenti
Během doby, kdy Jiří Sopko působil na AVU jako vedoucí ateliéru Malba I, prošla tímto ateliérem řada malířů, kteří se následně etablovali na umělecké scéně. Patří mezi ně např.: Filip Černý, Dalibor David, Jaroslav Fritsch, Petr Gruber, Alice Nikitinová, David Pešat, Miroslav Polách, Jan Poupě, Zbyněk Sedlecký, Jakub Sýkora, Robert Šalanda, Jakub Tomáš, Vladimír Véla.

## Shrnutí
Jedná se především o malíře, ale věnuje se i grafice a sochařství. Je zařazován do České grotesky. Jeho obrazy se vyznačují charakteristickou barevností, použitím akrylových barev. Na dílech jsou nahé, nereálné postavy s útlými protáhlými údy, často se opakujícími motivy hlav s výraznými grimasami.

## Galerie

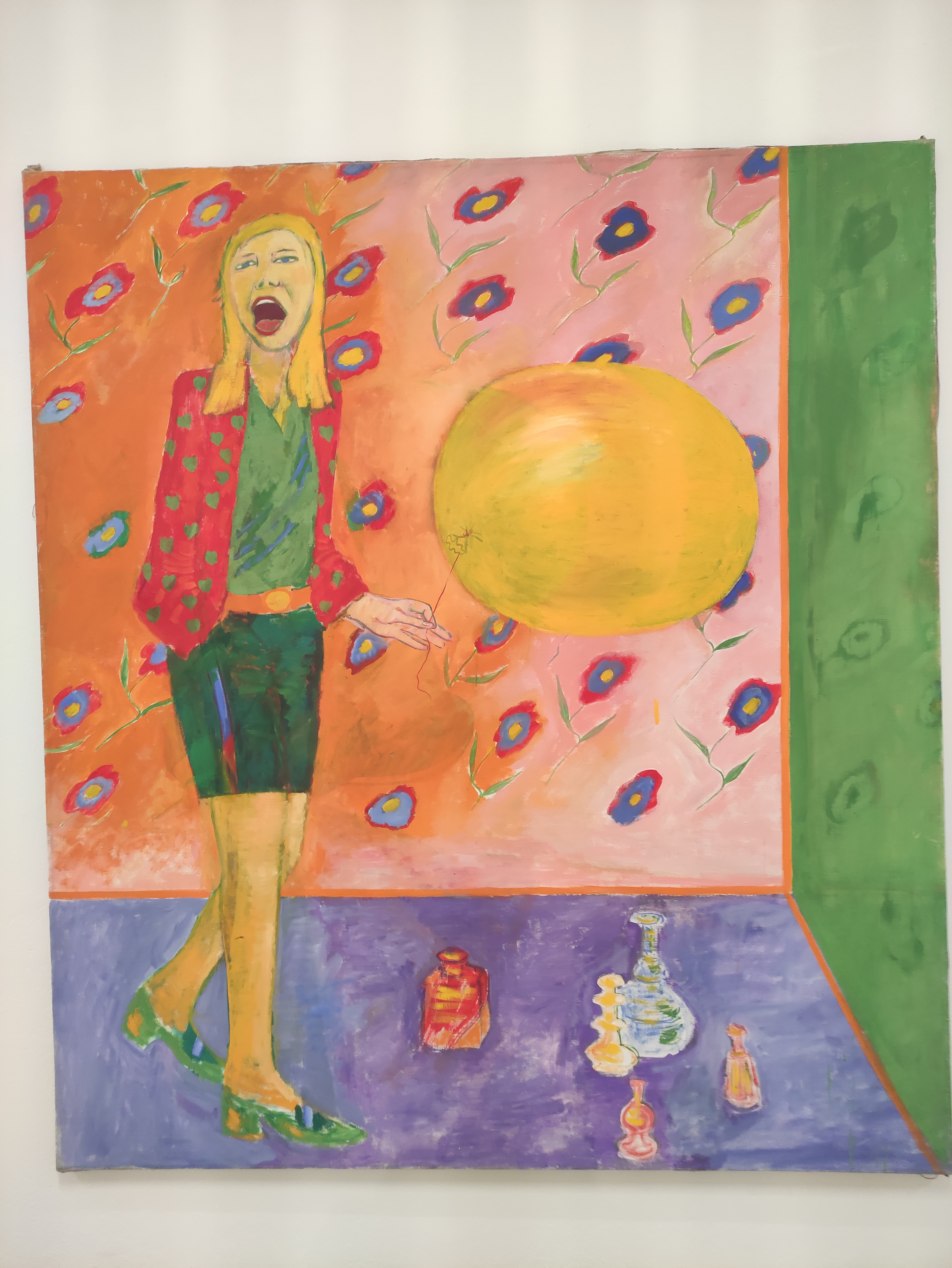
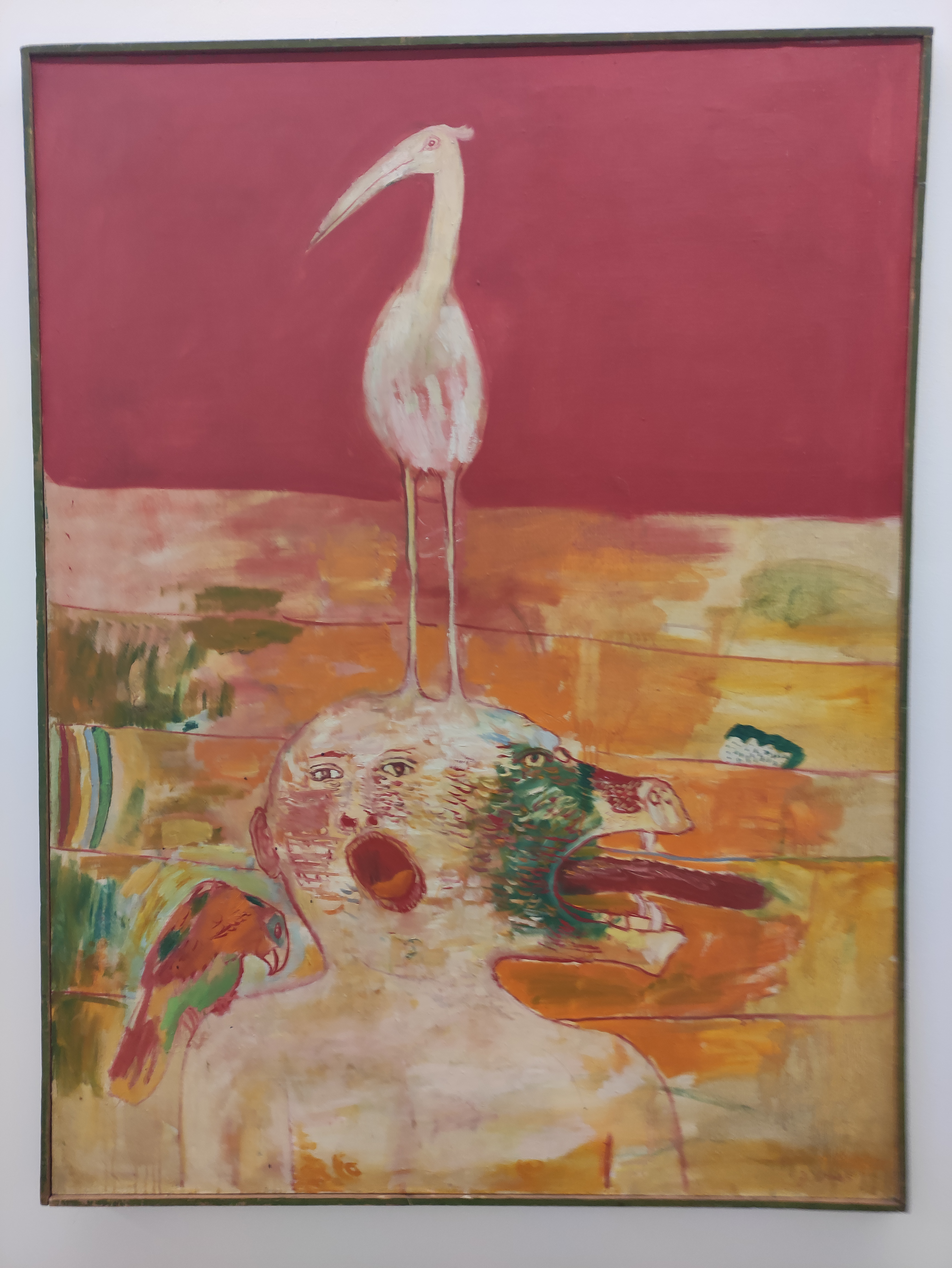
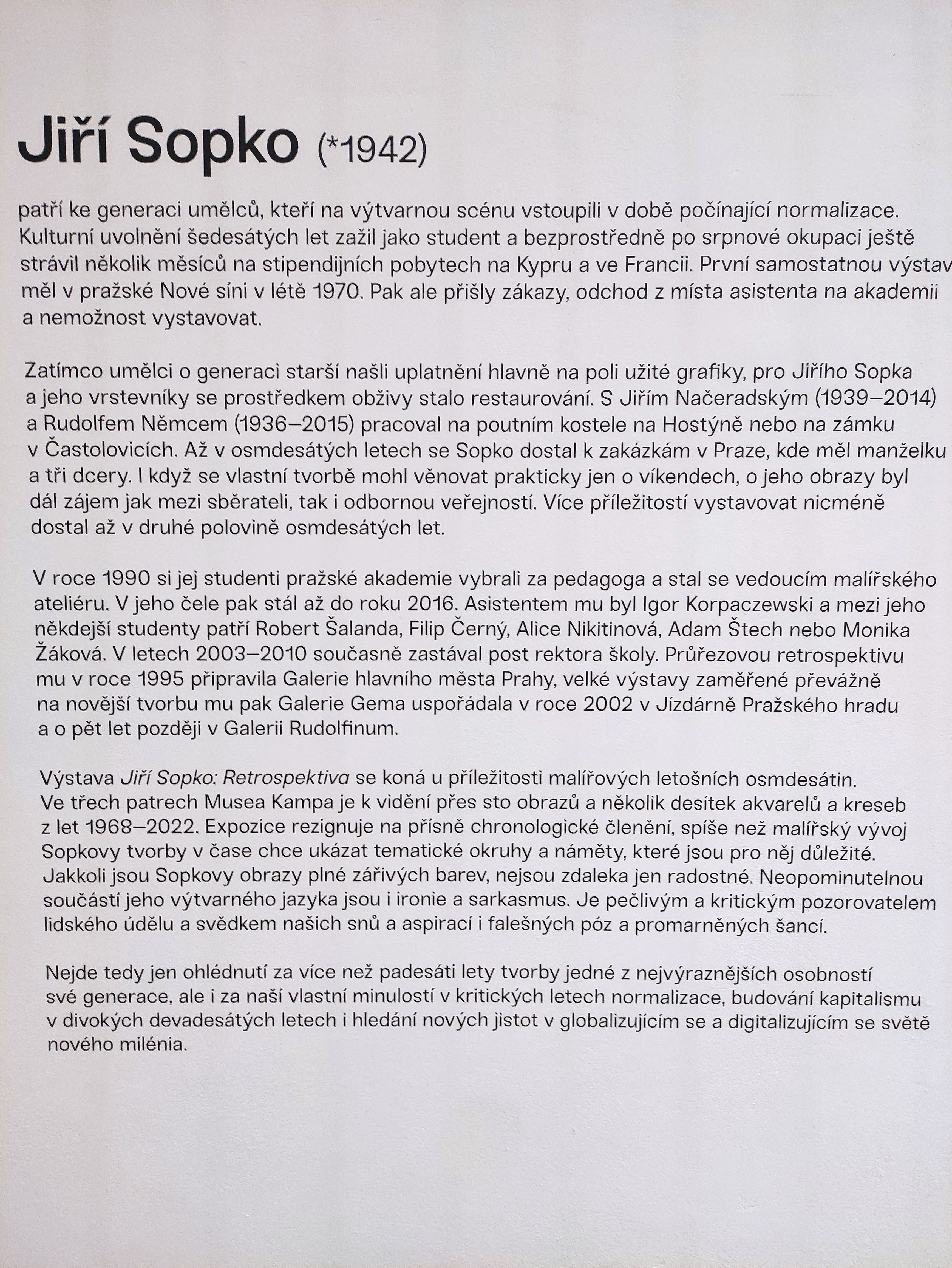